# Dakuten

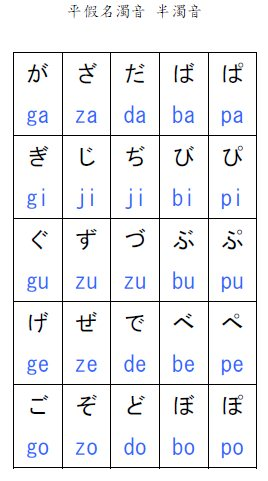
Hiragana, sylaby ze spółgłoskami dźwięcznymi

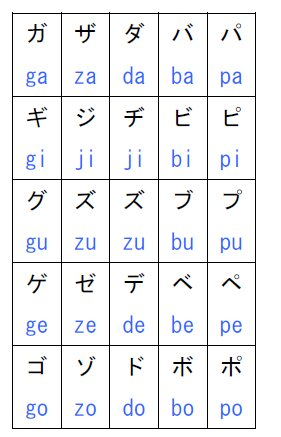
Katakana, sylaby ze spółgłoskami dźwięcznymi

Dakuten (jap. 濁点; znak diakrytyczny kany, który zamienia bezdźwięczną spółgłoskę w dźwięczną) lub nigori-ten (jap. 濁り点) – znak zwany potocznie „kropkami” (点々 ten-ten), także chon-chon, używany w japońskich sylabariuszach hiragana i katakana. 

## Dakuten
Dakuten przypomina obrócony pod kątem cudzysłów ( ゛) i jest zapisywany w prawym górnym rogu znaku, np.: ボレロ, borero, „bolero”. Jego zadaniem jest udźwięcznienie spółgłosek w sylabach występujących w grupach: K, S, T, H, na sylaby ze spółgłoską dźwięczną, odpowiednio: G, Z, D, B. 

## Handakuten
Handakuten (半濁点, znak diakrytyczny kany, który zamienia H w P), zwany potocznie kółkiem (丸 maru) jest wersją dakuten w postaci małego kółeczka (°), również zapisywanego w prawym górnym rogu, np.: プログラム, puroguramu, „program”. Handakuten służy jedynie do zmiany sylab z grupy H na sylaby z grupy P w obydwu sylabariuszach.

## Rendaku
Rendaku (連濁, udźwięcznienie sekwencyjne), udźwięcznienie spółgłoski rozpoczynającej niepoczątkową część słowa złożonego, np.:
- toki + toki → tokidoki („czas” + „czas” → „czasami”);
- asa + kiri → asagiri („ranek” + „mgła” → „poranna mgła”);
- maki + sushi → maki-zushi („zwitek” + „sushi” → „sushi zawinięte w nori”)[2]

## Znakv(ヴ)
Dakuten stosowany jest w katakanie także do zamiany znaku u (ウ) w znak v (ヴ), np.:  
- ヴァリグ・ブラジル航空 → VARIG・Burajiru Kōkū (Brazylijskie Linie Lotnicze – Varig);
- ヴィマナ  → vimana (wimana);
- リグ・ヴェーダ  → Rigu・vēda (Rygweda).